# Brajczewo-Sierzputy
Brajczewo-Sierzputy – wieś w Polsce położona w województwie podlaskim, w powiecie zambrowskim, w gminie Zambrów.
Obok miejscowości przepływa niewielka rzeka Brok Mały, dopływ Broku.
Wierni kościoła rzymskokatolickiego należą do parafii św. Maksymiliana Marii Kolbego w Starym Skarżynie.

## Historia
W latach 1921–1939 wieś leżała w województwie białostockim (od 1 kwietnia 1939 w woj. warszawskim), w powiecie łomżyńskim, w gminie Długobórz.
Według Powszechnego Spisu Ludności z 1921 roku wieś zamieszkiwały 62 osoby, 61 było wyznania rzymskokatolickiego, 1 prawosławnego. Jednocześnie 61 mieszkańców zadeklarowali polską przynależność narodową, a 1 rosyjską. Było tu 8 budynków mieszkalnych. Miejscowość należała do parafii rzymskokatolickiej w m. Rosochate. Podlegała pod Sąd Grodzki w Zambrowie i Okręgowy w Łomży; właściwy urząd pocztowy mieścił się w m. Zawady.
W wyniku napaści ZSRR na Polskę we wrześniu 1939 miejscowość znalazła się pod okupacją sowiecką. Od czerwca 1941 roku pod okupacją niemiecką. Od 22 lipca 1941 r.  do wyzwolenia włączona w skład okręgu białostockiego III Rzeszy.
Do 1954 roku miejscowość należała do gminy Długobórz. Z dniem 18 sierpnia 1945 roku została wyłączona z woj. warszawskiego i przyłączona z powrotem do woj. białostockiego. W latach 1975–1998 miejscowość administracyjnie należała do województwa łomżyńskiego.